# 彩虹魚 (電視動畫)
《彩虹魚》（英語：Rainbow Fish）是1999年出品的兒童電視動畫。改編自瑞士作家兼插畫家馬庫斯·菲斯特創作同名兒童書籍。動畫共有1季52集，由德國、加拿大、美國共同製作。

## 簡介
主角“彩虹”是一條9歲的驕傲、充滿活力的雄魚，擁有閃閃發光的鱗片。他和家人與朋友住在海王星灣（Neptune Bay）。

## 外部連結
- 互联网电影数据库（IMDb）上《彩虹魚》的资料（英文）